# Durf en Win Koekelare
D&W Koekelare (volledige naam: Krachtbalclub Durf & Win Koekelare) is een Belgische krachtbalclub gevestigd in Koekelare, West-Vlaanderen. De club werd opgericht in 1969 en is aangesloten bij de Vlaamse Krachtbalfederatie (VKBF). D&W Koekelare speelt in de nationale competities van krachtbal, een traditionele Vlaamse sport verwant aan handbal en korfbal, en staat bekend om zijn lange geschiedenis en betrokkenheid bij de lokale gemeenschap.

## Geschiedenis
D&W Koekelare werd in 1969 opgericht door Georges Pollentier, een leerkracht aan het Sint-Martinusinstituut in Koekelare. Hij introduceerde krachtbal in de regio als een sportieve activiteit voor jongeren. De club groeide snel en werd een vaste waarde in de West-Vlaamse krachtbalcompetities. In 2019 vierde D&W zijn 50-jarig bestaan met een tweedaags evenement op 14 en 15 september, waarbij de familie Pollentier werd geprezen als de drijvende kracht achter de club.

## Prestaties
D&W Koekelare heeft door de jaren heen deelgenomen aan verschillende nationale competities, waaronder de Tweede Nationale divisie. De club behaalde meerdere kampioenschappen en bekers, met name in de jeugdreeksen en regionale toernooien. In 2024 werd D&W Koekelare geselecteerd als gastclub voor de bekerfinales van 2025, een erkenning van hun organisatorische capaciteiten.>

## Accommodatie
De thuiswedstrijden en trainingen van D&W Koekelare vinden plaats op het krachtbalveld aan de Belhuttebaan in Koekelare. Dit terrein wordt gedeeld met andere lokale sportactiviteiten en is een centraal punt voor de clubleden en supporters.

## Organisatie
De club wordt geleid door een bestuur onder leiding van een secretaris en een trainersteam, waarvan Bart Pollentier een prominente figuur is. Contact met de club verloopt via de officiële website.

## Maatschappelijke rol
D&W Koekelare organiseert regelmatig evenementen om krachtbal te promoten, zoals demonstraties en jeugdtoernooien. De club heeft een sterke band met de lokale gemeenschap en wordt ondersteund door een actieve groep vrijwilligers en supporters, die zichzelf "de vurigste krachtbalclub ter wereld" noemen.